# TSV Essingen
Der TSV Essingen (offiziell: Turn- und Sportverein Essingen 1893 e. V.) ist ein Sportverein aus Essingen im württembergischen Ostalbkreis. Die erste Fußballmannschaft spielt seit 2023 in der Oberliga Baden-Württemberg.

## Geschichte
Am 18. Juni 1893 wurde der Turnverein Essingen gegründet, dem sich Mitglieder des Vereins Germania Essingen anschlossen. Nach dem Ende des Zweiten Weltkrieges wurde am 8. Juni 1945 der Fußballverein SV Essingen gegründet. Beide Vereine fusionierten am 22. Januar 1949 zum heutigen TSV Essingen. Dieser bietet neben Fußball noch Badminton, Basketball, Funsport, Kegeln, Tennis, Turnen und die Abteilung „Schönbrunn Narren“ an.
Die Fußballer trugen vor der Fusion ihre Spiele als FC Kickers Essingen aus. Nach der Fusion spielten die Essinger jahrzehntelang lediglich auf Kreisebene. Im Jahre 2005 gelang der Aufstieg in die Bezirksliga, dem drei Jahre später der Aufstieg in die Landesliga Württemberg folgte. Im Jahre 2011 stieg der TSV dann in die Verbandsliga Württemberg auf, musste aber nach einem Jahr direkt wieder absteigen. 2014 gelang der erneute Aufstieg in die Verbandsliga, wo sich die Essinger dieses Mal etablieren konnten. Im Jahre 2023 wurde der TSV Meister und stieg in die Oberliga Baden-Württemberg auf.

## Erfolge
- Meister der Verbandsliga Württemberg: 2023
- Meister der Landesliga Württemberg: 2011, 2014

## Persönlichkeiten

### Bekannte Spieler
- Alessandro Abruscia
- Raphael Almeida-Knüttgen
- Juninho Barros
- Stani Bergheim
- Uwe Bialon
- Yusuf Çoban
- Christian Essig
- Tobias Feisthammel
- Patrick Funk
- Marc Gallego
- Mario Hohn
- Bastian Heidenfelder
- Dennis Hillebrand
- Simon Köpf
- Steffen Lang
- Philipp Pless
- Tim Seifert
- Fabian Weiß
- Niklas Weißenberger
- Nicola Zahner

### Bekannte Trainer
- Edgar Schmitt (2011–2012)
- Helmut Dietterle (2012–2014)
- Dennis Hillebrand (2017–2018)
- Simon Köpf (seit 2022)